# Paso Laurita-Casas Viejas
Paso Laurita - Casas Viejas es un paso de frontera que está situado en el extremo sur de la República Argentina y de la República de Chile, la altura del mismo es de 240 m s. n. m., la habilitación del paso es permanente dentro del horario establecido de 8:00 a 22:00. Del lado chileno se enfrenta con el paraje Casas Viejas y del lado argentino a las localidades de Rospentek a 11 km y de la localidad de Veintiocho de Noviembre a 25 km del paso respectivamente. En el año 2001 cruzaron la frontera 38.724 vehículos, transportando 83.620 personas. Este paso pertenece a la XII Región de Magallanes y de la Antártica Chilena y a la provincia de Santa Cruz.